# دهودیال
دهودیال (به انگلیسی: Dhodial) یک شهرک در پاکستان است که در ناحیه مانسهره واقع شده‌است.